# 紫纹羽菌属
紫纹羽菌属（学名：Stypinella），是卷担子菌科下的一个属。该属只有紫纹羽菌 （Stypinella intermedia）一种。

## 下属物种
- 紫纹羽菌 Stypinella intermedia Rick